# Europastraße 95
Die Europastraße 95 (E 95) ist eine europäische Fernstraße, die von Sankt Petersburg (Russland) in südlicher Richtung über Wizebsk (Belarus) und Kiew nach Odessa führt. Jenseits des Schwarzen Meeres hat sie eine Fortsetzung in der Türkei vom Schwarzmeerhafen Samsun zu ihrem etwa 100 km landeinwärts gelegenen Endpunkt Merzifon.
Das am stärksten befahrene Stück befindet sich zwischen Kiew und Odessa, als ukrainische Fernstraße M 05. Die Straße ist Teil des Paneuropäischen Korridors IX.

## Verlauf

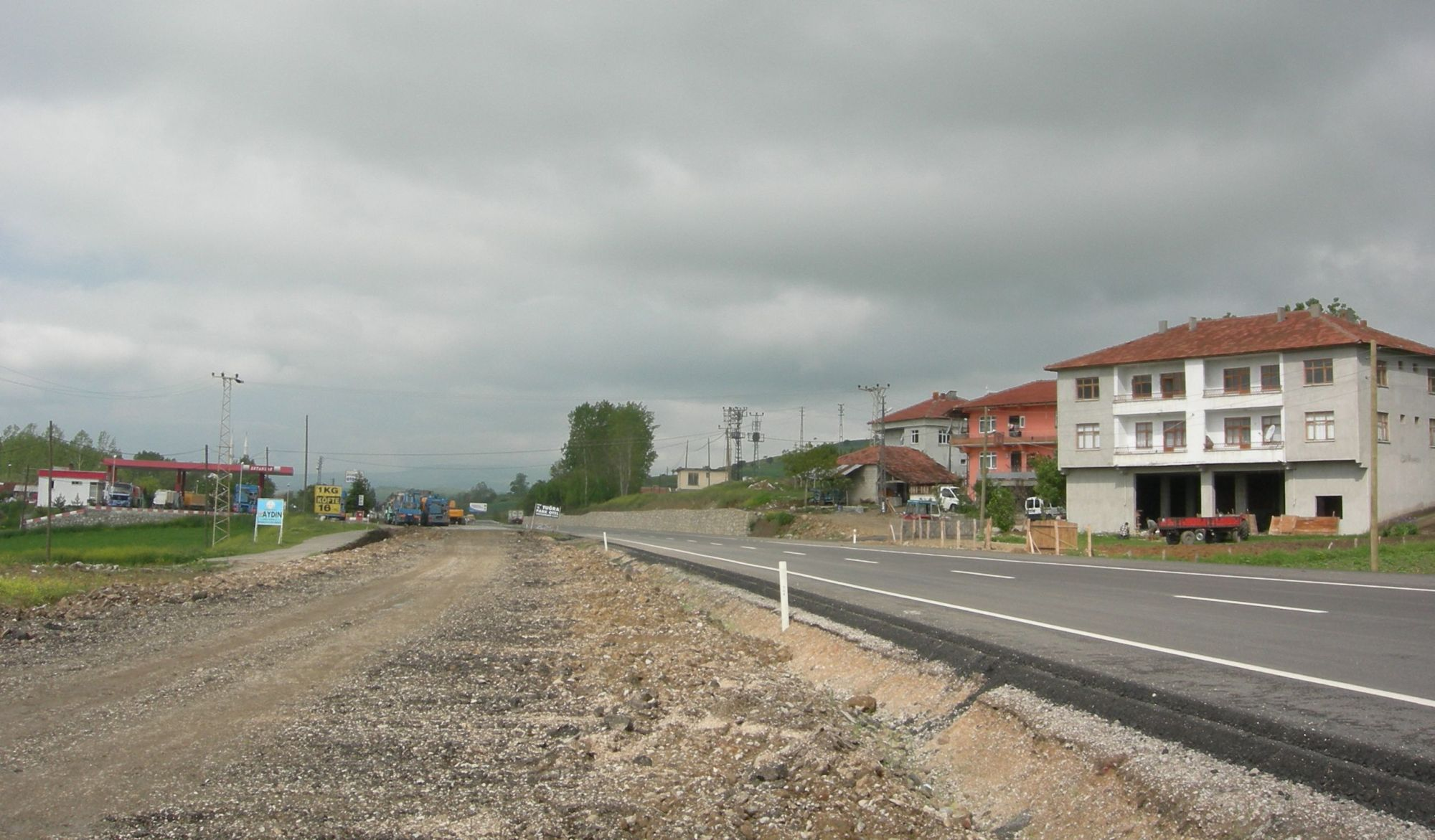
Vierspuriger Ausbau der E 95 bei Havza zwischen Samsun und Merzifon, Türkei (Mai 2009)

| km   | Orte                                                           | Kreuzungen und Abzweigungen                                                        |
| ---- | -------------------------------------------------------------- | ---------------------------------------------------------------------------------- |
| 0    | Sankt Petersburg                                               | A118 Petersburger Autobahnring                                                     |
| 29   | Gattschina                                                     |                                                                                    |
| 35   |                                                                | A 120 (Lomonossow – Schlüsselburg)                                                 |
| 116  | Tolmatschewo                                                   |                                                                                    |
| 127  | Luga                                                           |                                                                                    |
| 266  |                                                                | R 56 (Richtung Porchow)                                                            |
| 273  | Pskow                                                          | A 212/E 77 (Richtung Riga, Kaliningrad)                                            |
| 327  | Ostrow                                                         | E 262 (Richtung Kaunas, Daugavpils)                                                |
| 405  | Opotschka                                                      |                                                                                    |
| 469  | Pustoschka                                                     | M 9/E 22 (Riga – Moskau, Jekaterinburg)                                            |
| 520  | Newel                                                          |                                                                                    |
| 545  | Grenzübergang Lobok–Jesjaryschtscha (Russland–Belarus)         | Grenzübergang Lobok–Jesjaryschtscha (Russland–Belarus)                             |
| 581  | Haradok                                                        |                                                                                    |
| 633  | Wizebsk                                                        | M 2 (Richtung Minsk), R 21 (Richtung Smolensk)                                     |
| 695  |                                                                | M 1/E 30 (Berlin, Warschau, Minsk – Smolensk, Moskau)                              |
| 710  | Orscha                                                         |                                                                                    |
| 783  | Mahiljou                                                       |                                                                                    |
| 825  | Bychau                                                         |                                                                                    |
| 868  |                                                                | R 43 (Babrujsk, Rahatschou – Krytschau, Roslawl)                                   |
| 909  |                                                                | R 38 (Buda-Kaschaljowa – Tschatschersk)                                            |
| 950  | bei Homel                                                      | M 5/E 271 (Minsk, Babrujsk – Homel)                                                |
| 962  | bei Homel                                                      | M 10 (Brest, Masyr – Homel, Brjansk)                                               |
| 1006 | Grenzübergang Nowaja Huta–Nowi Jarylowytschi (Belarus–Ukraine) | Grenzübergang Nowaja Huta–Nowi Jarylowytschi (Belarus–Ukraine)                     |
| 1042 | Ripky                                                          |                                                                                    |
| 1087 | bei Tschernihiw                                                | R 56 (Slawutytsch – Tschernihiw)                                                   |
| 1139 | Kipti                                                          | M 02/E 101/E 381 (Richtung Konotop, Brjansk, Moskau)                               |
| 1159 | Koselez                                                        |                                                                                    |
| 1213 | Browary                                                        | N 07 (Richtung Romny, Sumy, Kursk)                                                 |
| 1235 | Kiew                                                           |                                                                                    |
| 1237 | Kiew                                                           | N 01 (Richtung Smela)                                                              |
| 1239 | Kiew                                                           | M 03/M 06/E 40 (Richtung Brüssel, Krakau, Lemberg – Charkiw, Wolgograd, Taschkent) |
| 1263 | Wassylkiw                                                      |                                                                                    |
| 1283 |                                                                | R 19 (Richtung Fastiw)                                                             |
| 1303 | Hrebinky                                                       |                                                                                    |
| 1321 | Bila Zerkwa                                                    | R 32 (Kosjatyn – Rschyschtschiw)                                                   |
| 1328 |                                                                | R 04 (Fastiw, Bila Zerkwa – Taraschtscha, Swenyhorodka)                            |
| 1362 | Stawyschtsche                                                  |                                                                                    |
| 1381 | Schaschkiw                                                     |                                                                                    |
| 1443 | Uman                                                           | M 12/E 50 (Paris, Prag, Winnyzja – Dnipro, Donezk, Rostow am Don)                  |
| 1493 | Uljaniwka                                                      | R 06 (Richtung Mykolajiw, Perwomajsk)                                              |
| 1536 | Ljubaschiwka                                                   |                                                                                    |
| 1548 |                                                                | M 13/E 577 (Bukarest, Chișinău – Kropywnyzkyj, Poltawa, Charkiw)                   |
| 1587 |                                                                | Abzweigung nach Schyrjajewe                                                        |
| 1630 | Radisne                                                        |                                                                                    |
| 1692 |                                                                | M 14/E 58 (Wien, Chișinău – Mykolajiw, Melitopol, Rostow am Don)                   |
| 1698 | Odessa                                                         |                                                                                    |
|      | Schwarzes Meer (gut 700 km Fährverbindung)                     |                                                                                    |
| 1698 | Samsun                                                         | E 70 (Richtung Trabzon, Poti)                                                      |
| 1750 | Kavak                                                          |                                                                                    |
| 1780 | Havza                                                          |                                                                                    |
| 1801 | Merzifon                                                       | E 80 (Istanbul – Erzurum)                                                          |